# Paul Colline
Paul Colline (22 de septiembre de 1895 – 8 de noviembre de 1991) fue un cantante, autor, guionista, actor y director de nacionalidad francesa.

## Biografía
Nacido en París, Francia, también fue conocido por el apodo artístico de Paul Collins, aunque su verdadero nombre era Paul Louis Élisé Duard.
Paul Colline inició su carrera como escritor, interpretando además numerosos sketches en diferentes estudios, como los de Paramount de Joinville, hasta que en 1920 conoció a René Dorin, con el cual trabó amistad. Ambos se dedicaron a escribir un gran número de sketches, además de la letra de la revista "X.Y.Z.", con el tema "On s'en fout" (1934).
Además, se editaron libros infantiles dedicados a su personaje Ademaï (Ademaï aviateur. Ilustraciones de Moallic & Aragon Paris Les grandes éditions françaises 1946, y Ademaï au Moyen-Age. Ilustraciones de Moallic Les Grandes Editions Françaises, Paris, 1947) 
Colline participó en la Primera Guerra Mundial en las trincheras, lo que le valió la concesión de la Cruz de Guerra 1914-1918.
Paul Colline falleció en París en 1991.

## Filmografía
Actor
- 1933 : Les Trois Mousquetaires, de Henri Diamant-Berger
- 1950 : Adémaï au poste frontière
- 1954 : Si Versailles m'était conté
- 1955 : Si Paris nous était conté

Compositor
- 1963 : Muriel

Director
- 1950 : Adémaï au poste frontière

Guionista
- 1933 : Adémaï aviateur
- 1933 : Rivaux de la piste, de Serge de Poligny
- 1935 : Sesenta horas en el cielo
- 1943 : Adémaï bandit d'honneur, de Gilles Grangier
- 1947 : Adémaï aviateur, de Jean Tarride
- 1950 : Jeannot l'intrépide
- 1950 : Johnny Little and the Giant (USA : TV)
- 1950 : Adémaï au poste frontière

## Sketches
- 1932 : On stocke !, interpretado en el Teatro de l'humour
- 1933 : Quand c'est aux autos de passer, interpretado en el Alhambra de París con música de Paul Maye.

## Parolier
- 1928 : C'est si bon quand c'est défendu, con música de Maurice Roget e interpretación de Marie Dubas.

## Teatro
- 1924 : L'Oiseau vert, de Paul Colline y René Ferréol, musica Tremolo, Teatro des Deux Ânes
- 1924 : Hé ris haut !, de Paul Colline y Georges Merry, Teatro des Deux Ânes
- 1926 : No ! No ! Nanette !, adaptación en colaboración con Georges Merry
- 1926 : Heureux tous les deux
- 1926 : Thé pour deux
- 1928 : Déjà, con mísuca de Paul Maye e interpretación de Marie Dubas en el cabaret Concert Mayol
- 1928 : Volpone, de Jules Romains, escenografía de Charles Dullin, Teatro de l'Atelier
- 1930 : Avenue 1930, revista de Paul Colline, Teatro de l'Avenue
- 1931 : Tout tourne, revista de Paul Colline, Teatro de l'Humour
- 1933 : Cette nuit là..., de Lajos Zilahy, escenografía de Lucien Rozenberg, Teatro de la Madeleine
- 1947 : Couleurs du temps, de Paul Colline y Jean Rieux, escenografía de Jacques-Henri Duval, Théâtre des Bouffes-Parisiens
- 1959 : Le Crapaud-buffle, de Armand Gatti, escenografía de Jean Vilar, Teatro Récamier
- 1960 : Un garçon d'honneur, de Antoine Blondin y Paul Guimard a partir de El crimen de Lord Arthur Saville, de Oscar Wilde; escenografía de Claude Barma, Teatro Marigny